# Björkhagen (metropolitana di Stoccolma)
Björkhagen è una stazione della metropolitana di Stoccolma.
È localizzata presso l'omonimo quartiere, a sua volta situato all'interno della circoscrizione di Skarpnäck, e giace sulla linea verde T17 della rete metroviaria locale fra le stazioni Hammarbyhöjden e Kärrtorp.
Divenne ufficialmente operativa il 17 aprile 1958, come la successiva fermata di Kärrtorp. La piattaforma è collocata in superficie, geograficamente compresa tra le strade Malmövägen e Falsterbovägen. La stazione è stata progettata dall'architetto Magnus Ahlgren, mentre nel 1991 è stata adornata da una scultura dell'artista Lenka Jonesson.
Il suo utilizzo medio quotidiano durante un normale giorno feriale è pari a 3.400 persone circa.

## Tempi di percorrenza
| Linea | Capolinea | Tempo  | Stazione                                                 | Tempo                            |
| T17   | Åkeshov   | 35 min | Skärmarbrink Gullmarsplan Slussen Gamla stan T-Centralen | 4 min 6 min 10 min 11 min 15 min |
| T17   | Skarpnäck | 6 min  | Skärmarbrink Gullmarsplan Slussen Gamla stan T-Centralen | 4 min 6 min 10 min 11 min 15 min |